# Castro-Urdiales
Castro-Urdiales – miasto w Hiszpanii, we wspólnocie autonomicznej Kantabria. W 2021 liczyło 32 975 mieszkańców. Popularna miejscowość turystyczna. Nad miastem góruje gotycki kościół Św. Marii (Santa Maria) wraz z położonym w sąsiedztwie zamkiem templariuszy, który przekształcony został w latarnię morską. Wzdłuż portu rybackiego ciągnie się promenada.

## Miasta partnerskie
- Cabourg (Francja)
- Aire-sur-l’Adour (Francja)
- Bukra (Sahara Zachodnia)